# Gonimbrasia said
Gonimbrasia said är en fjärilsart som beskrevs av Charles Oberthür 1878. Gonimbrasia said ingår i släktet Gonimbrasia och familjen påfågelsspinnare. Inga underarter finns listade i Catalogue of Life.